# Sydney Patterson
Sydney Patterson (kendt som Sid Patterson) (født 14. august 1927 i Melbourne, død 29. november 1999 i Sydney) var en cykelrytter fra Australien. Hans foretrukne disciplin var banecykling, hvor han flere gange blev verdensmester.
Patterson deltog i 57 seksdagesløb, hvor han fra 1954 til 1967 vandt 16 løb. Den første sejr var ved løbet i Aarhus i 1954 med makker Alfred Strom. Samme år blev parret nummer tre ved Københavns seksdagesløb.